# 장흥 용화사 약사여래좌상
장흥 용화사 약사여래좌상(長興 龍華寺 藥師如來坐像)는 대한민국 전라남도 장흥군 장동면 북교리, 용화사에 있는 석불이다. 1974년 9월 24일 전라남도의 유형문화재 제46호로 지정되었다.

## 개요
전라남도 장흥의 야산 계곡에 있는 불상으로 어느 개인이 지은 조그마한 암자에 모셔져 있다. 1매의 화강암 석재를 가공하여 불상과 광배(光背)를 하나의 돌에 만든 석불좌상이다.
머리 위에는 상투 모양의 머리묶음이 뚜렷하며, 갸름한 얼굴과 정제된 이목구비의 표현 등에서 세련된 느낌과 함께 부처의 위엄을 느낄 수 있다. 신체는 인체의 모습을 자연스럽게 묘사하여 통일신라 후기의 불상양식을 충실히 따르고 있다. 옷은 양 어깨를 감싸고 있으며, 옷주름이 도식적으로 표현되었다. 오른손은 어깨 높이로 올리고 손바닥을 밖으로 향하고 있으며, 왼손은 무릎 위에 얹었는데 약병을 들고 있는 형태를 취했으나 약병은 없어졌다. 광배는 언저리가 깨져 원래의 모습을 잘 알 수 없지만, 연꽃무늬나 꽃무늬 그리고 불꽃무늬 등이 세련되게 새겨진 원형의 머리광배가 있다.
얼굴 등의 조각기법, 도식적인 옷주름 표현 등에서 형식화가 진전되는 고려시대의 불상으로 옮겨가는 특징을 나타내고 있다.

## 참고 자료
- 용화사약사여래좌상 - 국가유산청 국가유산포털